# Plesiothyreus
Plesiothyreus is een geslacht van weekdieren uit de klasse van de Gastropoda (slakken).

## Soorten
- Plesiothyreus cossmanni Jousseaume, 1894
- Plesiothyreus hamillei (P. Fischer, 1857)
- Plesiothyreus newtoni G. B. Sowerby III, 1894
- Plesiothyreus parmophoroides (Cossmann, 1885) †
- Plesiothyreus pliocenicus (Chirli, 2004) †
- Plesiothyreus rushii (Dall, 1889)